# Farciennes
Ne doit pas être confondu avec Tarcienne.
Farciennes (en wallon Fårcene) est une commune de Belgique située en Région wallonne dans la province de Hainaut, ainsi qu’une localité où se situe son siège administratif.
Située sur la Sambre et à la périphérie de la ville de Châtelet, Farciennes est une commune anciennement industrialisée.
Lors de la fusion des communes de 1977, la commune de Pironchamps a été rattachée à la commune de Farciennes. Quant au Wainage et au Wairchat (pas Werchat), il s'agit de quartiers excentrés qui appartenaient déjà au territoire de Farciennes, tout comme Tergnée, par exemple.

## Toponymie
Selon l'historien Alexandre-Guillaume Chotin, le nom de Farciennes proviendrait de « Farcinius », du nom du propriétaire d'une villa gallo-romaine. Plus tard, l'on trouve le toponyme « Farciana » aux archives de Lobbes en 1080 et, en 1314, « Favrechines ». Une autre hypothèse est que Farciennes provienne du terme Farcimen qui, en latin, indique l'engraissage du bétail sur de vastes prairies qu'offraient la vallée de la Sambre à Farciennes.

## Géographie

### Sections de la commune
| # | Nom         | Superf. (km2) | Habitants (2020) | Habitants par km2 | Code INS |
| - | ----------- | ------------- | ---------------- | ----------------- | -------- |
| 1 | Farciennes  | 9,40          | 9 240            | 983               | 52018A   |
| 2 | Pironchamps | 0,97          | 2 015            | 2 069             | 52018B   |

### Communes limitrophes
|          | Fleurus        |             |
| Châtelet | Farciennes     | Sambreville |
|          | Aiseau-Presles |             |

## Démographie

### Démographie: Avant la fusion des communes
- Source: DGS recensements population

### Démographie: Commune fusionnée
En tenant compte des anciennes communes entraînées dans la fusion de communes de 1977, on peut dresser l'évolution suivante :
Les chiffres des années 1831 à 1970 tiennent compte des chiffres des anciennes communes fusionnées.
- Source : DGS, de 1831 à 1981=recensements population; à partir de 1990 = nombre d'habitants chaque 1 janvier[4]

## Histoire

### Moyen Âge
Dans l'Antiquité, il existait peut-être une exploitation rurale propriété d'un gallo-romain nommé Farcinius (ou Fabricius). Au VIIIe siècle, la localité appartenait à l'abbaye de Lobbes, et passa en 888, avec ce monastère, sous l'autorité de la principauté de Liège. Farciennes releva alors du prince-évêque jusqu'à la révolution française. Plusieurs seigneuries se sont succédé et notamment les de Bucquoy. C'est Charles-Albert de Longueval, comte de Bucquoy, chevalier de la Toison d'Or, qui construisit le château de Farciennes de style mosan et ses jardins vers 1635 ; il était seigneur de Farciennes, gouverneur général et grand bailli du Hainaut, général au service du roi d'Espagne. Le château qui était autrefois réputé pour sa beauté est, à présent, à l'état de ruine.

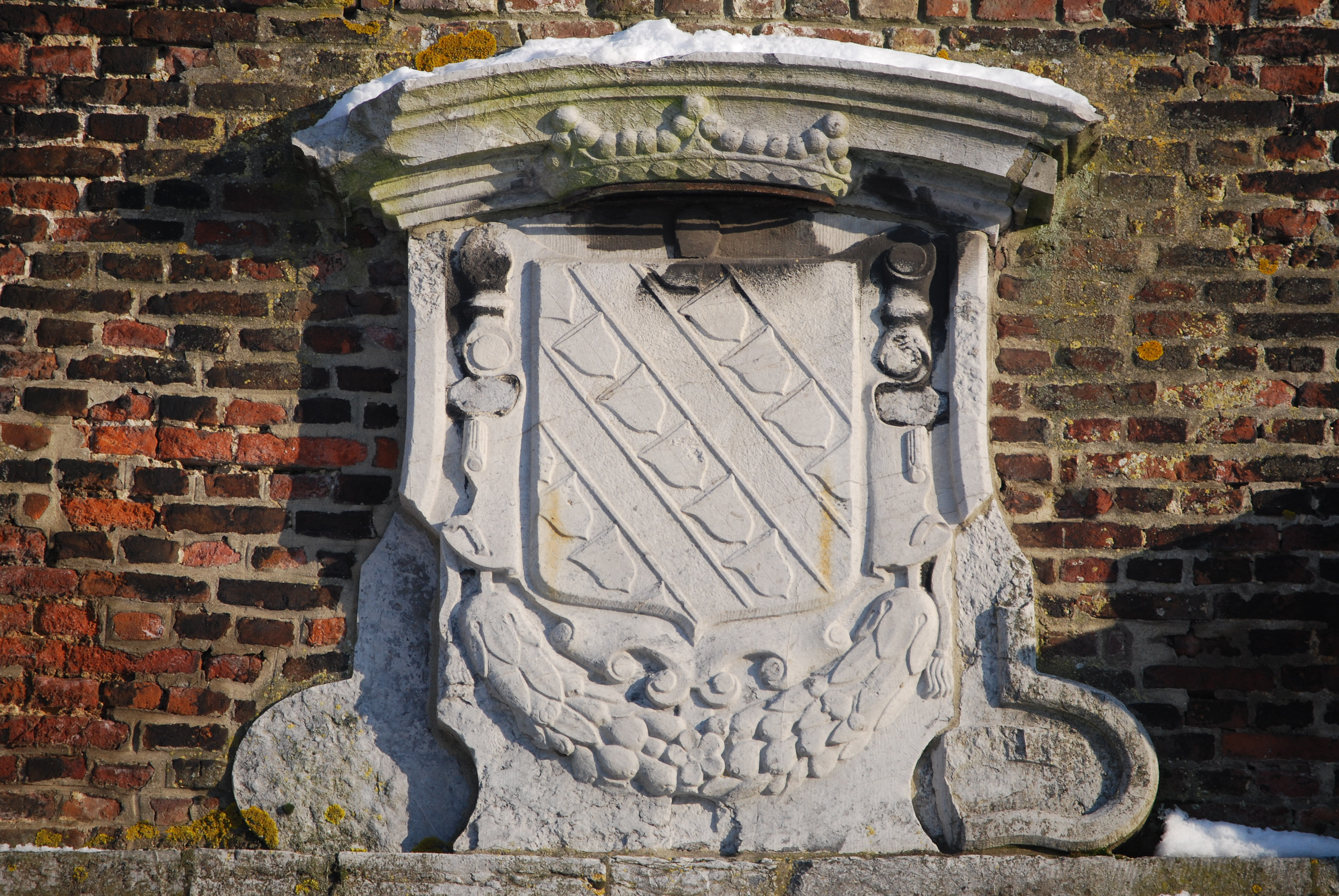
Le blason des princes de Longueval, tel qu’il est représenté sur le château.

### Révolution industrielle (XIXesiècle)
Lors de la révolution industrielle du XIXe siècle, Farciennes a accueilli sur son territoire des charbonnages (Roton et Saint-Jacques) et des sociétés sidérurgiques qui ont marqué son paysage avec des mines, des terrils (tels que le terril Saint-Jacques et le terril Sainte-Catherine ou des Aulniats) et autres usines. Cette activité industrielle fait maintenant partie du passé. Le dernier charbonnage wallon, à savoir le puits Sainte-Catherine de la société du Roton a été fermé le 30 septembre 1984, marquant la fin d'une époque. A cela, s'est ajouté la chute des industries sidérurgiques, jadis grosses pourvoyeuses d'emploi entre Liège et Charleroi. Aujourd'hui, le site du Roton, dont ne subsistent que la tour et le vestiaire, a été aménagé et accueille plusieurs petites et moyennes entreprises.

### Première Guerre mondiale
Au début de la Première Guerre mondiale, le 22 août 1914, des régiments indéterminés de l'armée impériale allemande y passèrent par les armes 20 civils et détruisirent 146 maisons, lors des atrocités allemandes commises au début de l'invasion.

### Immigration auXXesiècle
Une des périodes qui resteront dans l'histoire farciennoise du XXe siècle est l'arrivée des immigrants italiens, venant de régions pauvres de l'Italie. Ces immigrants sont venus chercher du travail dans le Hainaut, région riche en mines de charbon. La population italienne a participé au mode de vie et à la culture farciennoise, ainsi que les immigrants turcs et marocains pour que Farciennes devienne une communauté d'immigrés solidaires. Ces gens ont su mélanger leur culture afin de vivre en communauté et devenir un village à population hétéroclite mais aux valeurs compatibles entre elles.

## Armoiries
|  | Ces armes, confirmées après la fusion des communes, sont identiques à celles accordées à la commune en 1955, qui étaient celles des comtes de Bucquoy de la maison de Longueval. Blasonnement : Bandé de vair et de gueules de six pièces, l'écu sommé d'une couronne à trois fleurons séparés par un groupe de trois perles et entouré du collier de la toison d'or. - Délibération communale : 33.1977 - Arrêté royal : 24 février 1978 - Moniteur belge : 26 mai 1978 |

## Politique et administration

### Conseil et collège communal 2024-2030
Ci-dessous, le tableau des résultats des élections communales de 2024.
| Parti | Parti                  | Voix (2024) | Voix (2018) | % (2024) | % (2018) | +/-    | Sièges  | +/-  | Collège |
| ----- | ---------------------- | ----------- | ----------- | -------- | -------- | ------ | ------- | ---- | ------- |
|       | MR                     | 393         | 150         | 7,34%    | 2,66%    | 4.68 % | 0 / 21  | 0.0  | Non     |
|       | Farcitoyenne 6240      | 1.220       | 1.269       | 22,78%   | 22,49%   | 0.29 % | 5 / 21  | 1.0  | Non     |
|       | DC                     | 102         | -           | 1,90%    | -        | 0.0 %  | 0 / 21  | 0.0  | Non     |
|       | Equipe du Bourgmestre! | 3.640       | -           | 67,97%   | -        | 0.0 %  | 16 / 21 | 16.0 | Oui     |
|       | PS                     | -           | 3.880       | -        | 68,76%   | 0.0 %  | - / 21  | 17.0 | Non     |
|       | La Droite              | -           | 344         | -        | 6,10%    | 0.0 %  | - / 21  | 0.0  | Non     |
| Total | Total                  | 5 355       | 5 643       | 100 %    | 100 %    |        | 21      |      |         |

| Collège communal  |                    |                             |
| ----------------- | ------------------ | --------------------------- |
| Bourgmestre       | Hugues Bayet       | PS - Équipe du Bourgmestre! |
| 1er Échevin       | Ozcan Nizam        | PS - Équipe du Bourgmestre! |
| 2e Échevine       | Ophélie Duchenne   | Équipe du Bourgmestre!      |
| 3e Échevin        | Thomas Hardenne    | Équipe du Bourgmestre!      |
| 4e Échevin        | Fabian Lemaitre    | PS - Équipe du Bourgmestre! |
| 5e Échevine       | Maryse Colle       | Équipe du Bourgmestre!      |
| Président du CPAS | Benjamin Scandella | PS - Équipe du Bourgmestre! |

### Liste des bourgmestres de 1830 à aujourd'hui
- Fabrice Minsart, de 2000 à 2006 (PS)
- Hugues Bayet, de 2006 à aujourd'hui (PS).

### Jumelages
Farciennes était jumelée avec :
- Beaucaire (France), dans le département du Gard, jusqu'à l'élection du maire du Front national[10] Julien Sanchez en 2014[11].

## Patrimoine et culture

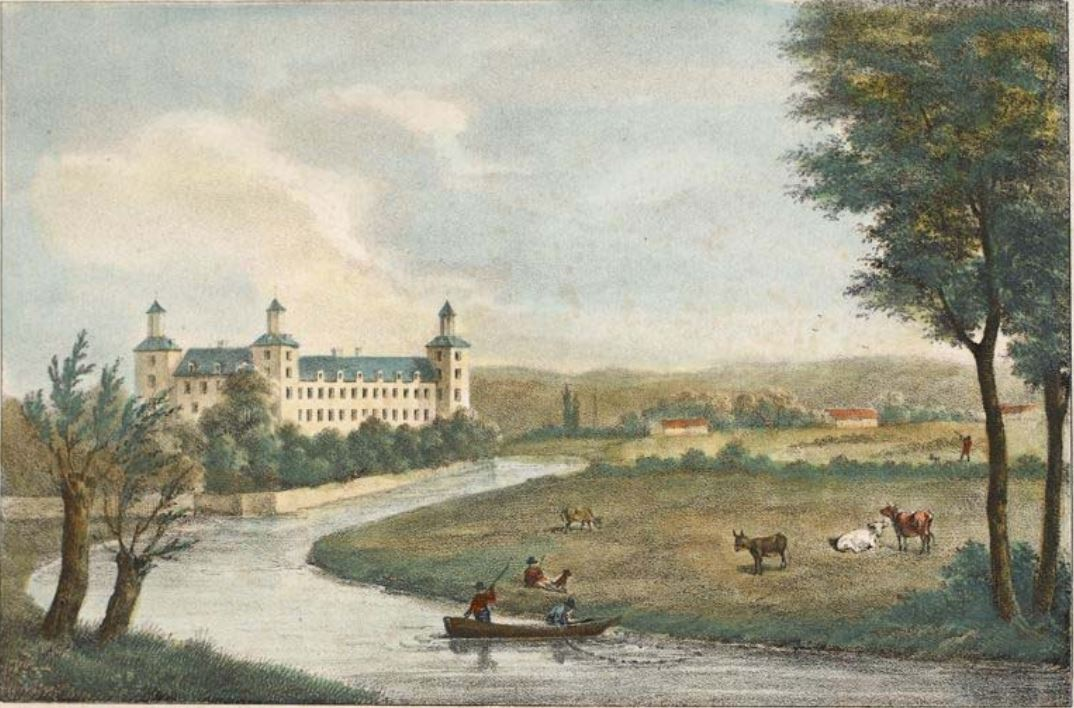
Dessin représentant le château avant la destruction.

### Patrimoine architectural
- Église paroissiale l'Assomption de la Sainte-Vierge, édifice néo-classique construit de 1834 à 1836 par l'architecte Branquet[12].
- Chapelle Saint-François. Petit oratoire construit par remploie des matériaux des XVIIe et XVIIIe siècles[13]. Située place Albert 1er.
- Église paroissiale Saint-François-Xavier, édifice construit  d'après les plans des architectes J. et H. Dal en 1916 en style néo-gothique[13]. Située rue des Ecoles.
- Sur la Grand'Place, où l'on trouve une maison d'inspiration art nouveau construite vers 1900[14].
- Ferme de Tergnée. Ferme en quadrilatère remontent au dernier tiers du XVIIIe siècle[15].
- Les ruines du château de Farciennes. Le château est établit sur une île formée par un bras de la Sambre aujourd'hui comblée. Succédant à une forteresse médiéval signalée en 1344 et inféodée à la Principauté de Liège, l'ensemble a été édifié sous Albert de Longueval seigneur de Farciennes dans le premier quart du XVIIe siècle[14].

## Personnalités liées à la commune
- Charles-Albert de Longueval (1607-1663) comte de Bucquoy, châtelain et constructeur du château de Farciennes ;
- Nicolas Joachim (1872-1945), maître de chapelle, musicographe et compositeur ;
- Alice Cheramy (1907-2007), résistante belge, née à Farciennes ;
- Odon Godart (1913-1996), météorologue et astronome belge, né à Farciennes ;
- Philippe Maystadt (1948-2017), homme politique, a grandi à Farciennes ;
- Jeff Bodart (1962-2008), chanteur et musicien, a grandi à Farciennes ;
- Laurent Ciman (1985-), footballeur international belge, né à Farciennes.